# Angico
Angico est une municipalité brésilienne située dans l'État du Tocantins.